# Conservatori d'Eivissa i Formentera
El Conservatori Professional de Música i Dansa d'Eivissa i Formentera és un conservatori de les Pitiüses on es cursen ensenyaments elementals de dansa i ensenyaments elementals i professionals de música. Té dues seus i porta el nom de qui en fou la impulsora, Catalina Bufí.
El conservatori professional de música d'Eivissa neix a partir de l'escola de música que dirigia la professora de piano Catalina Bufí. Donada la gran quantitat d'alumnes que havien de viatjar a Mallorca per a poder realitzar proves lliures, es va sol·licitar, amb el suport de pares i mares, que un tribunal és pogués desplaçar a Eivissa per evitar aquests viatges i les despeses que comportaven. Gràcies a aquesta iniciativa i a la seva aprovació, el 9 de juliol de l'any 1977 es desplaçava per primera vegada un tribunal del Conservatori de Mallorca. Després de l'èxit d'aquesta iniciativa, al mes de març de l'any 1980 aquella escola de música es convertí en una extensió del conservatori de Mallorca, dirigida per la professora Catalina Bufí i ubicada encara a la planta baixa de casa seva.
Desde llavors, el conservatori ha anat evolucionant: l'any 1989 es traslladà a un espai públic, l'edifici polivalent de Cas Serres, propietat del consell insular d'Eivissa i Formentera. Va créixer aleshores en alumnat, professorat i especialitats. Amb la conversió del Conservatori Professional de les Illes Balears en conservatori superior, i tenir ja autonomia pròpia, es creà l'Aula d’Extensió a Formentera, ubicada en un edifici del Consell de Formentera a Sant Francesc. El 26 de gener de 2011 fou inaugurada la nova seu, propietat del Govern de les Illes Balears, a l’avinguda d’Espanya, 15. L’any 2014, el Govern Balear acordà donar al centre el nom de Conservatori Professional de Música i Dansa Catalina Bufí, en homenatge a qui l'havia impulsat.
El centre ofereix classes de clarinet, fagot, flauta, oboè, percussió, piano, saxòfon, trombó, trompa, trompeta, tuba, guitarra, viola, violí, violoncel, contrabaix i cant. També s'hi poden seguir estudis de dansa clàssica i dansa espanyola.